# Сельское поселение «Село Воткино»
Сельское поселение «Село Воткино» — муниципальное образование в составе Хвастовичского района Калужской области России.
Центр — село Воткино.

## Население
| 2010 | 2012 | 2013 | 2014 | 2015 | 2016 | 2017 |
| ---- | ---- | ---- | ---- | ---- | ---- | ---- |
| 191  | ↘186 | ↘185 | ↘176 | ↗177 | ↗180 | ↗188 |
| 2018 | 2019 | 2020 | 2021 |      |      |      |
| ↘186 | ↘184 | ↗185 | ↘85  |      |      |      |

## Состав
В поселение входят 4 населённых пункта:
- село Воткино
- село Вечность
- село Чёрная Речка
- село Ястрибиха